# 얀 네루다

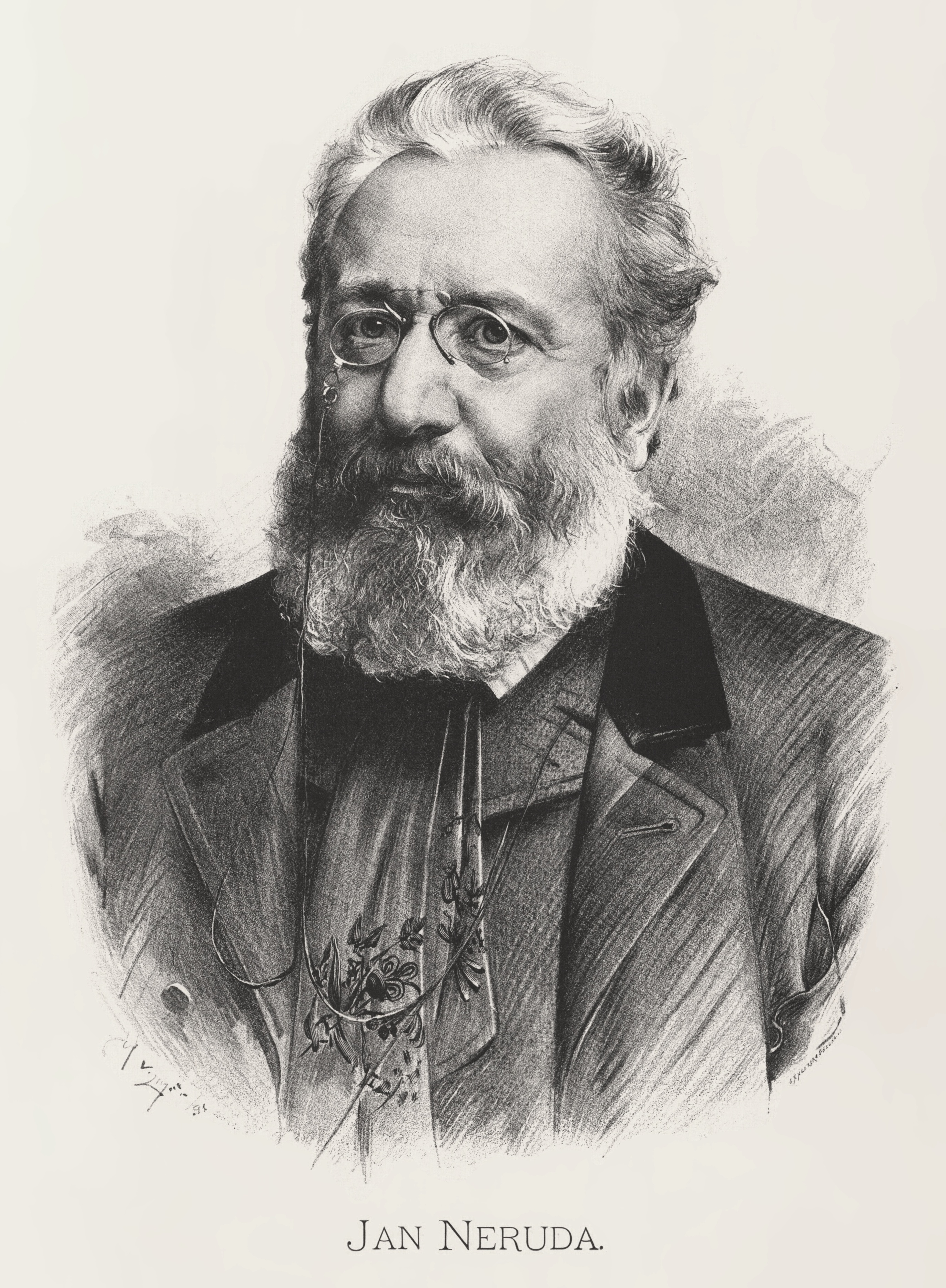
얀 네루다

얀 네루다(Jan Neruda, 1834년 7월 9일 ~ 1891년 8월 22일)는 체코의 언론인, 작가, 시인이다.
얀 네루다는 프라하에서 식료품 가게의 아들로 태어났다. 철학 및 언어학을 배운 후, 1860년까지 교사로 일하했다. 결혼은 하지 않았지만, 작가인 카롤리나 스베틀라와 매우 친밀한 관계에 있었다. 네루다의 대표작은 프라하 특히 말라스트라나의 시민 생활을 그린 《Povídky malostranské》이다.